# Oldenlandia havilandii
Oldenlandia havilandii là một loài thực vật có hoa trong họ Thiến thảo. Loài này được (King) Pit. mô tả khoa học đầu tiên năm 1922.